# Crinodendron tucumanum
El talilla,  quebrachillo o granadillo (nombre científico: Crinodendron tucumanum) es una especie arbustiva siempreverde de la familia de las elaeocarpáceas, endémica de Argentina y Bolivia. 

## Descripción
Sus hojas son simples, de forma oblonga con el borde aserrado. Produce flores blancas,  con corola acampanada de cinco pétalos. Su fruto es una cápsula. 
Es un arbusto leñoso de crecimiento rápido, que ocasionalmente puede crecer hasta 10 m de altura, pero con crecimiento lento puede alcanzar los 30 m de altura.

## Distribución y hábitat
Se distribuye  hasta los 1200 metros sobre el nivel del mar. Es una especie amenazada por destrucción de hábitat.

## Usos y cultivo
Sus flores son de gran importancia melífera. El tanino. contenido en su corteza se utiliza para curtir pieles. Su madera tiene usos en mueblería. Es fácil de cultivar, puede ser plantado por semillas y tolera las heladas. Es un arbusto leñoso o árbol de crecimiento rápido.

## Taxonomía
Crinodendron tucumanum fue descrita por Miguel Lillo  y publicado en Primera Reunion Nacional de la Sociedad Argentina de Ciencias Naturales 1916: 220. 1919
Etimología
Crinodendron: nombre genérico que es una expresión griega que significa "árbol de flores hermosas" 
tucumanum: epíteto geográfico que alude a su localización en Tucumán.
Sinonimia
- Crinodendron boliviense Villa[3]